# Juan José Salvador
Juan José Salvador (Almería, 12 dicembre 1975) è un pallavolista spagnolo.